# Luftsicherheitsbehörde
Als Luftsicherheitsbehörden werden in Deutschland seit Inkrafttreten des Luftsicherheitsgesetzes (LuftSiG) am 15. Januar 2005 die Behörden des Bundes und der Länder bezeichnet, die Aufgaben der Luftsicherheit wahrnehmen und das Luftsicherheitsgesetz ausführen. Die Luftsicherheitsbehörden treten neben die nach dem Luftverkehrsgesetz (LuftVG) errichteten Luftfahrtbehörden. Während die Luftsicherheitsbehörden mehr für die Luftsicherheit im Sinne einer Abwehr von äußeren Gefahren (im englischen security) zuständig sind, sind für die Luftverkehrssicherheit, mithin für die Abwehr betriebsbedingter Gefahren (im englischen safety) die Luftfahrtbehörden zuständig. Zu den Zuständigkeiten der Luftsicherheitsbehörden im Einzelnen vgl. den Hauptartikel → Luftsicherheitsgesetz.
Luftsicherheitsbehörde für die Zulassung von Luftsicherheitsplänen nach § 9 Abs. 1 LuftSiG ist das Luftfahrt-Bundesamt (§ 16 Abs. 3 LuftSiG). Auch im Übrigen ist der Bund berechtigt, das Luftsicherheitsgesetz durch Bundesbehörden in bundeseigener Verwaltung auszuführen, wenn dies zur Gewährleistung der bundeseinheitlichen Durchführung der Sicherheitsmaßnahmen aus Sicht des Bundes erforderlich ist (§ 16 Abs. 3a Satz 2 LuftSiG).
Von dieser Ermächtigung hat der Bund bisher keinen Gebrauch gemacht. Die übrigen Aufgaben des Luftsicherheitsgesetzes werden daher von Behörden der Länder wahrgenommen (§ 16 Abs. 2 LuftSiG). Der Ausdruck Luftsicherheitsbehörde steht nach dem Bundesverfassungsgericht abkürzend für die mit der Wahrnehmung der Aufgaben nach dem Luftsicherheitsgesetz betrauten Behörden und hat allein die Funktion, diese umständlichere Umschreibung zu erübrigen. Eine Vorgabe, die die Organisationshoheit der Länder berührte – etwa dahingehend, dass die genannten Aufgaben bestimmten vorhandenen oder neu zu errichtenden Behörden oder jeweils nur einer einzigen Behörde zugewiesen werden müssten –, ist damit nicht verbunden.

## Luftsicherheitsbehörden der einzelnen Bundesländer
Die Länder haben sich entschlossen, die Aufgaben der Luftsicherheitsbehörde bereits bestehenden Behörden zu übertragen. Neben dem jeweiligen für die Luftfahrt oder die öffentliche Sicherheit und Ordnung zuständigen Ministerium (in Stadtstaaten: Senatsverwaltung) als oberster Luftsicherheitsbehörde sind zu Luftsicherheitsbehörden bestimmt worden:
- in Baden-Württemberg die Regierungspräsidien,[2]
- in Bayern die Regierung von Oberbayern – Luftamt Südbayern – und die Regierung von Mittelfranken – Luftamt Nordbayern – für den Schutz vor Angriffen auf die Sicherheit des Luftverkehrs (§§ 3, § 5 und § 7 LuftSiG) einschließlich der Entscheidung im Einzelfall, welchen Personen die Berechtigung zum Zugang zu nicht allgemein zugänglichen Bereichen erteilt werden darf oder bei Wegfall der Voraussetzungen zu entziehen ist (§ 10 Satz 1 LuftSiG), die Aufsicht über den Vollzug des § 8 LuftSiG mit Ausnahme der Verkehrsflughäfen München und Nürnberg sowie der Vollzug der Luftsicherheits-Schulungsverordnung (LuftSiSchulV), im Übrigen das Staatsministerium für Wirtschaft, Infrastruktur, Verkehr und Technologie,[3]
- in Berlin und Brandenburg die Gemeinsame Obere Luftfahrtbehörde Berlin-Brandenburg,[4]
- in Bremen die Senatorin für Wissenschaft und Häfen, mit Ausnahme der Aufgaben nach § 13, die dem Senator für Inneres obliegen,[5]
- in Hamburg die Behörde für Wirtschaft, Verkehr und Innovation, teilweise (in Bezug auf § 13 Abs. 2 und 3 LuftSiG) die Behörde für Inneres und Sport,[6]
- in Hessen das Polizeipräsidium Frankfurt am Main für die Ausführung der §§ 7 und § 10 LuftSiG, das für Luftverkehr zuständige Ministerium für die Zulassung des Luftsicherheitsplans für den Flughafen Frankfurt Main nach § 8 LuftSiG, im Übrigen die Regierungspräsidien Darmstadt und Kassel,[7]
- in Mecklenburg-Vorpommern das Ministerium für Verkehr, Bau und Landesentwicklung Mecklenburg-Vorpommern,
- in Niedersachsen die Landesbehörde für Straßenbau und Verkehr mit Ausnahme der Aufgaben nach § 8 LuftSiG für den Flughafen Hannover; hierfür ist das für Verkehr zuständige Ministerium zuständig,[8]
- in Nordrhein-Westfalen die Bezirksregierungen in Düsseldorf und Münster mit Ausnahme der Zulassung der Luftsicherheitspläne nach § 8 Abs. 1 LuftSiG auf den Flughäfen Düsseldorf, Köln/Bonn und Münster/Osnabrück; hierfür ist das für den Verkehr zuständige Ministerium zuständig,[9]
- in Rheinland-Pfalz das Landesamt für Straßen- und Verkehrswesen,[10]
- im Saarland das Ministerium für Wirtschaft und Wissenschaft,[11]
- in Sachsen die Landesdirektion Sachsen,[12] mit Ausnahme der Aufstellung von Luftsicherheitsplänen nach § 8, für die das Sächsische Staatsministerium für Wirtschaft, Arbeit und Verkehr[13] zuständig ist,
- in Sachsen-Anhalt das Landesverwaltungsamt,[14]
- in Schleswig-Holstein der Landesbetrieb Straßenbau und Verkehr Schleswig-Holstein,[15]
- in Thüringen das Landesverwaltungsamt für die Aufgaben nach den §§ 5, § 7, § 8 und § 10 LuftSiG, im Übrigen das für Luftverkehrsangelegenheiten zuständige Ministerium.[16]